# Кончініно
Кончініно (рос. Кончинино) — село Настасьінського сільського округу Дмитровського району Московської області.